# 勒凯罗勒
勒凯罗勒（法語：Le Cayrol，法語發音：[lə kɛʁɔl]）是法国阿韦龙省的一个市镇，属于罗德兹区。

## 地理
勒凯罗勒（44°35'14"N, 2°47'31"E）面积22.16 平方千米，位于法国奧克西塔尼大區阿韦龙省，该省份为法国南部内陆省份，位于法國中央高原南部，北起顺时针与康塔爾省、洛泽尔省、加尔省、埃罗省、塔恩省、塔恩-加龙省和洛特省接壤。
与勒凯罗勒接壤的市镇（或旧市镇、城区）包括：孔东多布拉克、库比苏、埃斯帕利永、蒙佩鲁。

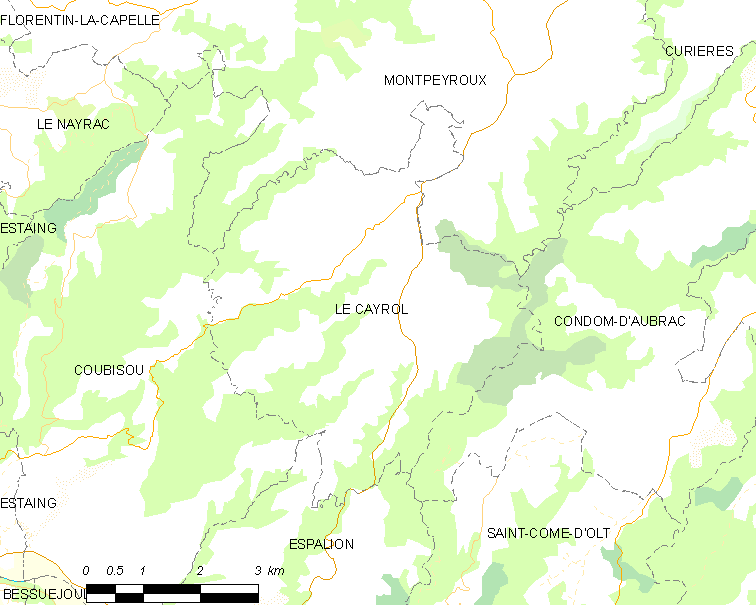
勒凯罗勒的OSM定位图

勒凯罗勒的时区为UTC+01:00、UTC+02:00（夏令时）。

## 行政
勒凯罗勒的邮政编码为12500，INSEE市镇编码为12064。

## 政治
勒凯罗勒所属的省级选区为洛特-特吕耶尔县。

## 人口

1962-2008年间勒凯罗勒人口变化图示

勒凯罗勒于2022年1月1日时的人口数量为253人。